# Castro de São Caetano
Le Castro de São Caetano est un site archéologique présentant les ruines d'une castramétation correspondant à un castro préhistorique de l'âge du fer, également occupé à l'époque de la conquête romaine de la péninsule Ibérique. Il aurait été abandonné à la fin du Ier siècle.
Il est situé dans la freguesia de Longos Vales, sur le territoire de la municipalité de Monção (Portugal) (district de Viana do Castelo, Portugal),.
Il est classé Monument national depuis 1974.

## Description
Ce castro est défendu par trois lignes de remparts, construits en pierres de taille posées à sec, de formation irrégulière, avec deux parements parallèles remplis de petites pierres. Les investigations archéologiques ont permis de mettre au jour des bâtiments de formation irrégulière, de plan circulaire, avec ou sans vestibule, ou quadrangulaire.
Les habitations sont composées de plusieurs de ces bâtiments, ouvrant sur une cour pavée et délimités par un mur d'enceinte.
Dans sa partie supérieure, près de la Capela de São Caetano (pt) et adjacent à la deuxième ligne de remparts, un affleurement présente des gravures d'art rupestre : motifs serpentiformes, des fossettes, un fer à cheval et un quadrilatère rempli d'un treillis.

### Découvertes archéologiques
La collection de ce castro, déposée au Museu do Alvarinho (pt) de Monção, se compose de fragments de poterie commune de l'âge du fer et de l'époque romaine, de poterie romaine importée, d'amphores, de tegula, d'imbrex, de meules à main rotatives, pièces de monnaie, d'objets en métal (outils artisanaux, instruments agricoles et armes), de fibules annulaires en bronze, d'objets décoratifs en verre et d'éléments architecturaux.

## Galerie

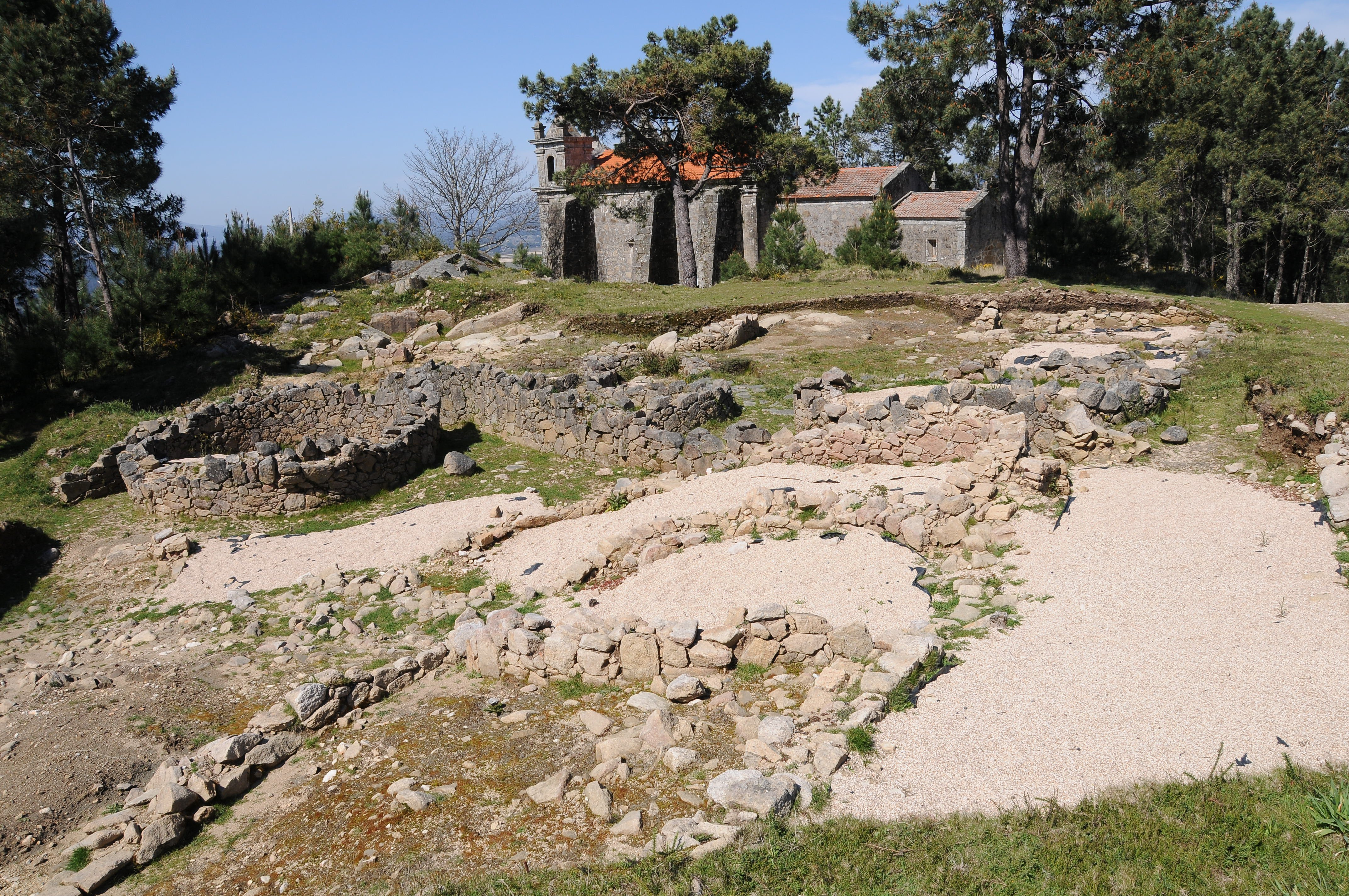
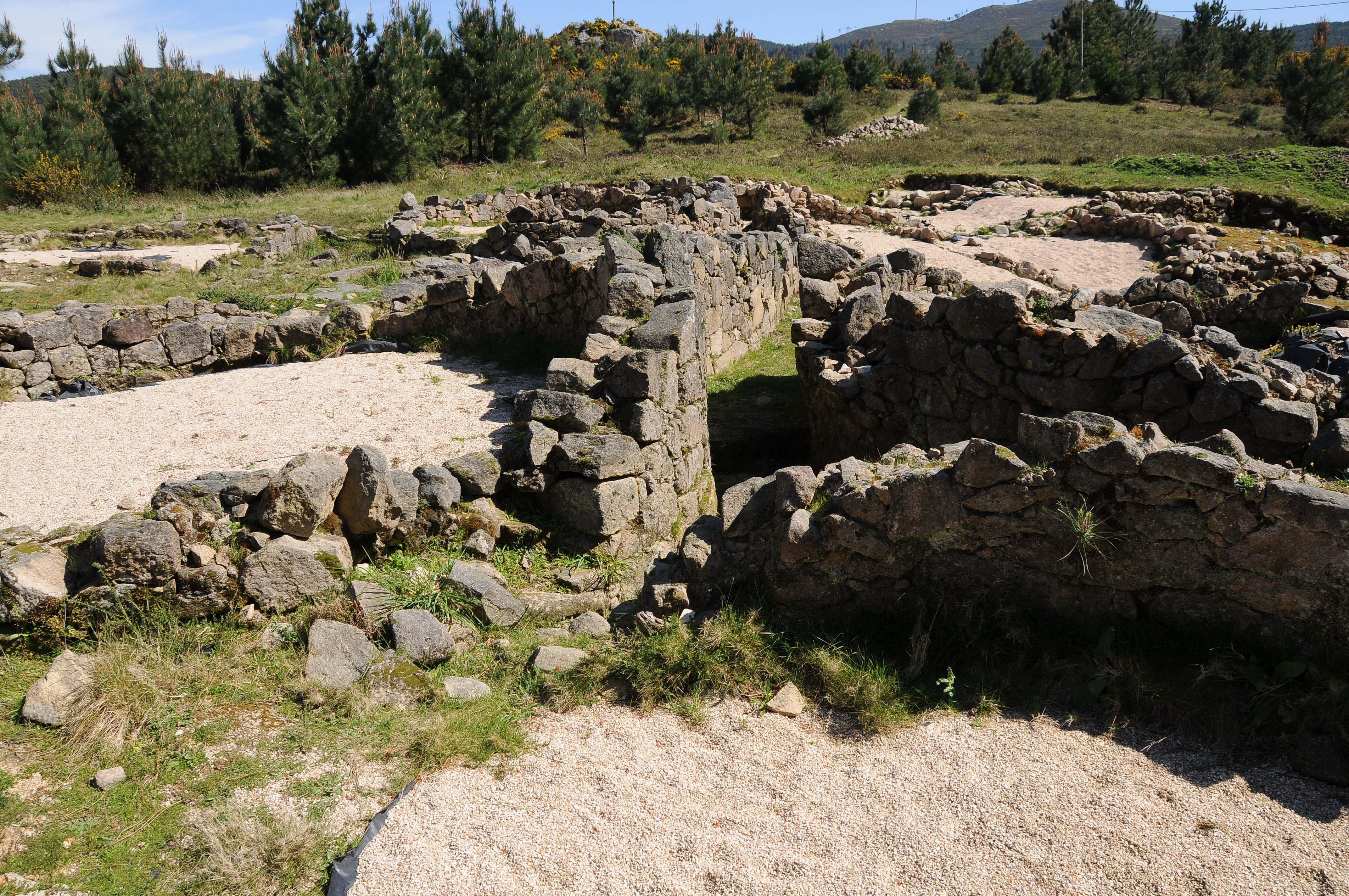
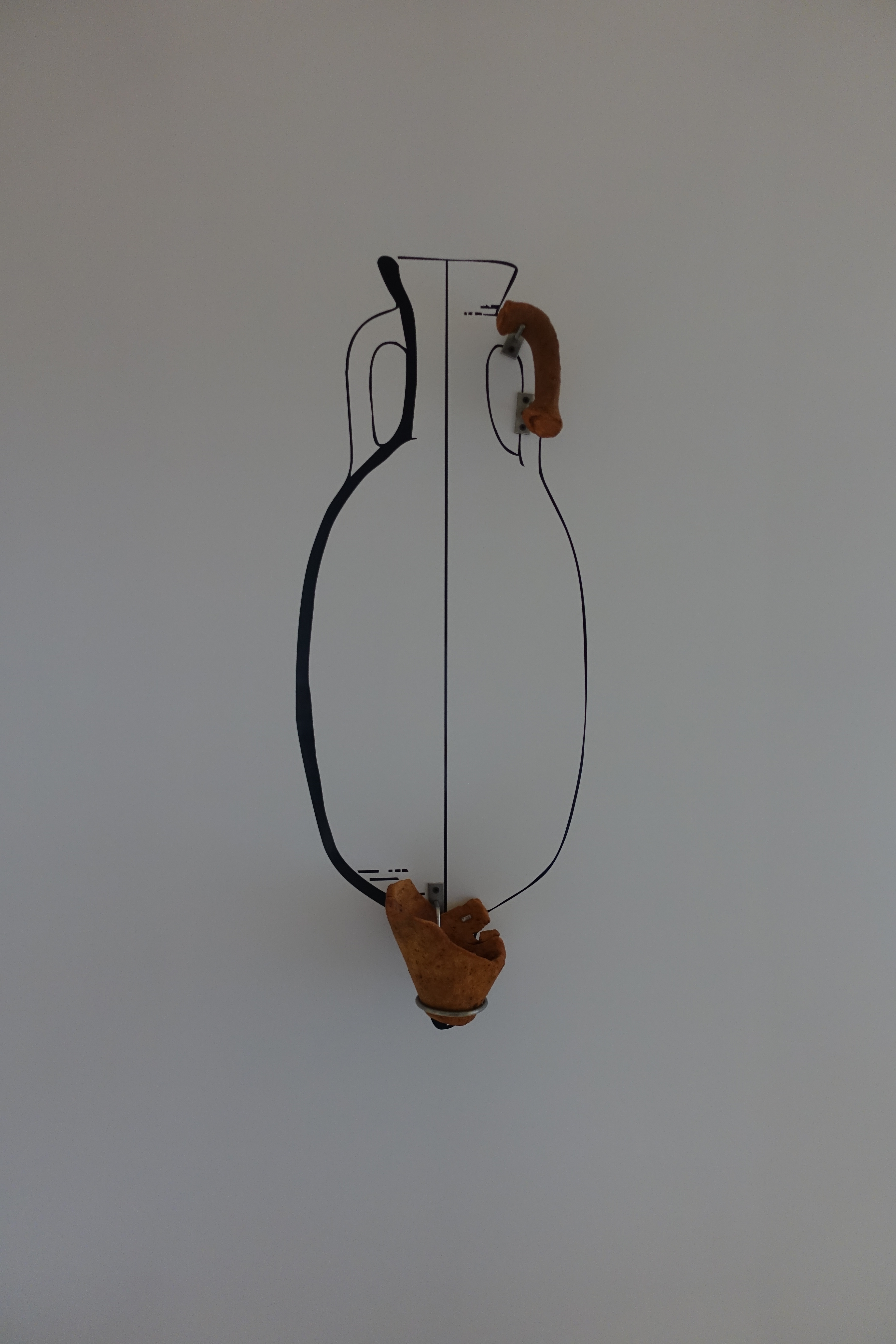
Vestiges de poterie.